# هاريش مينا
هاريش مينا (بالهندية: हरीशचन्द्र मीणा)‏ (بالإنجليزية: Harish Meena)‏ هو سياسي هندي، ولد في 5 سبتمبر 1954. حزبياً، نشط في بهاراتيا جاناتا. وقد انتخب عضو لوك سابها السادسة عشر ‏ عن دائرة Dausa Lok Sabha constituency ‏ وقد انضم خلال فترته النيابية ‏  للكتلة البرلمانية بهاراتيا جاناتا وانتخب عضو لوك سابها ‏.